# Machindzjauri

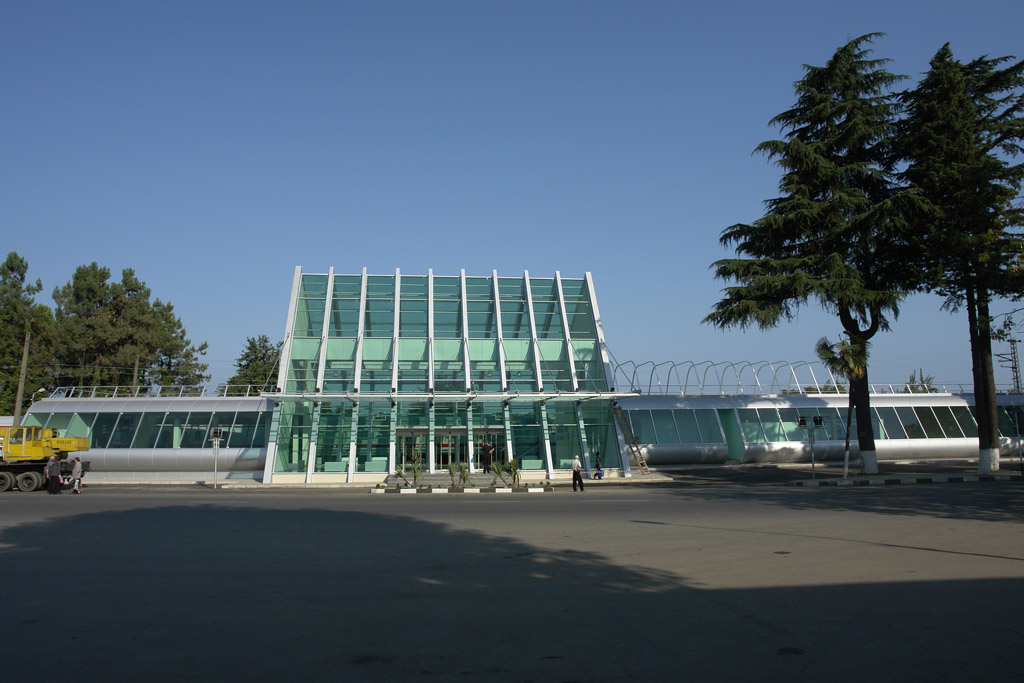
Machindzjauris järnvägsstation.

Machindzjauri (georgiska: მახინჯაური), är en tidigare daba (stadsliknande ort) i Adzjarien i Georgien, som år 2002 beräknades ha cirka 3 400 invånare. Orten ligger vid Svartahavskusten, 5 kilometer norr om regionens huvudort Batumi och har järnvägsförbindelse med denna.
Machindzjauri ingick en gång i Chelvatjauridistriktet, men efter beslut 2011 ingår orten i Batumis administrativa område. En mindre del av samhället, med 735 invånare vid folkräkningen 2014, ligger dock kvar inom Chelvatjauridistriktet.